# Côte Nord (Nouvelle-Galles du Sud)
Pour les articles homonymes, voir Côte Nord.

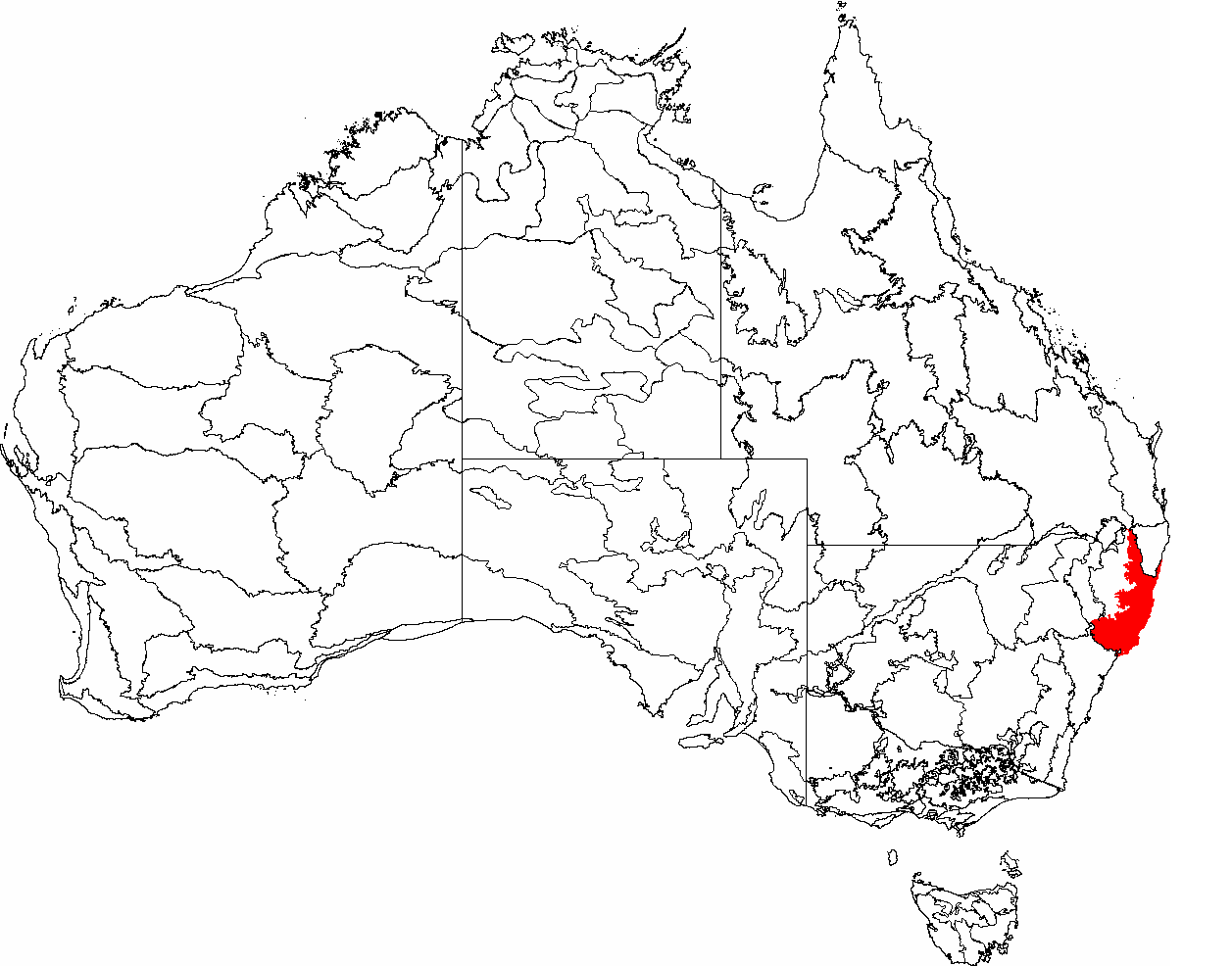
La biorégion de la Côte Nord.

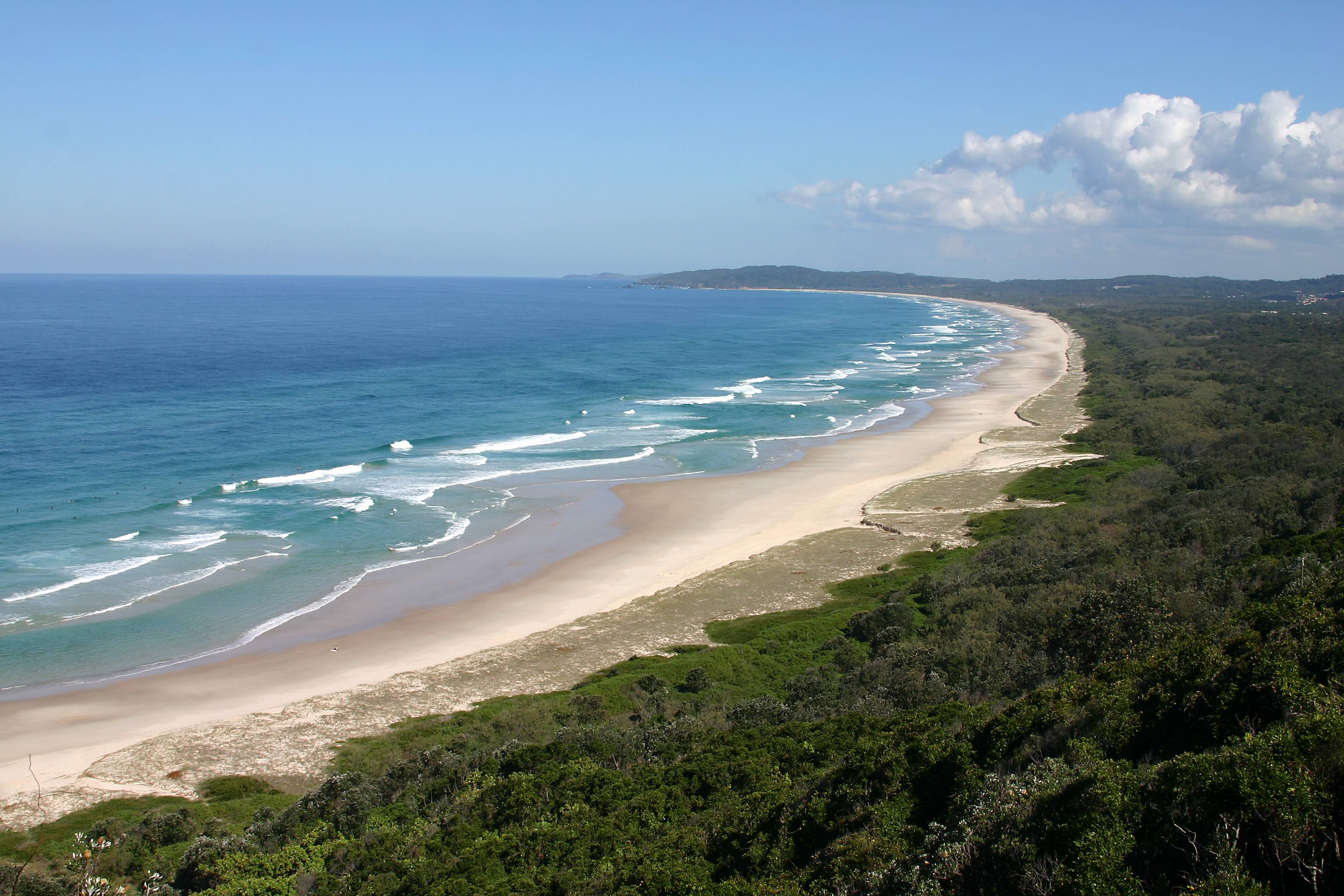
Byron Bay,le point le plus à l'est du continent australien.

La Côte Nord en Nouvelle-Galles du Sud est la région adjacente à l'océan Pacifique dans la partie nord-est de l'État de Nouvelle-Galles du Sud, en Australie.
La région est traversée par la Pacific Highway et la voie de chemin de fer de la côte Nord qui relient Sydney à Brisbane dans le Queensland. 
La Côte Nord a un climat doux, subtropical. 
Les principales villes de la région sont Coffs Harbour, Byron Bay, Lismore, Ballina, Grafton, Casino, Evans Head et Murwillumbah. La région comprend les zones d'administration locales de la vallée Richmond, la ville de Lismore, le comté de Ballina, le comté de Byron, la ville de Coffs Harbour et le Comté de Tweed. 
La région des rivières du Nord est la partie de la région Côte Nord située entre l'océan Pacifique à l'est et l'escarpement des Northern Tablelands, une région de la Nouvelle-Angleterre à l'ouest. Elle comprend les vallées des rivières Clarence, Richmond et Tweed River. Cette région a un climat subtropical. 
Elle est traversée par la Pacific Highway, la Bruxner Highway, la Summerland Way et la voie de chemin de fer de la côte Nord qui relient Sydney à Brisbane dans le Queensland.

## Autres villes de la région
Ce sont: 
- Alstonville
- Bangalow
- Bogangar
- Chefs-Brunswick
- Burringbah
- Coraki
- Chef Evans
- Iluka
- Lennox Head
- Maclean
- Mullumbimby
- Nimbin
- Ocean Shores
- Suffolk Park
- Uki
- Yamba